# الخالدية مول
الخالدية مول هو مركز تسوق في أبو ظبي، عاصمة دولة الإمارات العربية المتحدة، في منطقة سكنية مكتظة بالسكان في الخالدية. يضم 160 متجرًا بما في ذلك لولو هايبر ماركت وتبلغ مساحته 86000 متر مربع (حوالي 800000 قدم مربع). تم افتتاح المركز التجاري في يناير 2007 وتديره مجموعة اللولو الدولية.

## تاريخ
أعلنت مجموعة EMKE عن خطط لـ 800,000 قدم مربع (74,000 م2) مول في مايو 2004، والذي كان من المتوقع أن يكلف 200 مليون درهم. في يوليو 2004، تلقت مجموعة EMKE عطاءات من ثماني شركات لبناء المركز التجاري، وبحلول سبتمبر، تم منح جميع العقود الرئيسية، وبدء التطوير والمفاوضات جارية مع تجار التجزئة.  تم منح عقد التطوير لشركة بلبادي للمقاولات ومقرها أبو ظبي. كشف الفريق الشيخ محمد بن زايد آل نهيان، ولي ولي عهد أبوظبي ورئيس أركان القوات المسلحة الإماراتية، النقاب عن شعار التطوير في أكتوبر، قائلاً "إن مثل هذه المشاريع الضخمة الطموحة ستعزز بالتأكيد الصورة الاقتصادية العالمية لإمارة أبوظبي."
كان من المتوقع أن يتم الانتهاء من المركز التجاري في يوليو 2006 ويتكون من ثلاثة طوابق تتسع لـ 600 سيارة في موقف شبه سفلي وموقف يتسع لـ 2500 سيارة في المجموع، ويحتوي على هايبر ماركت ودور سينما وقاعة طعام بالإضافة إلى مجموعة متنوعة من المتاجر.

## روابط خارجية
- موقع الخالدية مول
- شعار الخالدية مول| أبو ظبي | - أبو ظبي مول - المارية مول - المقطع مول - الراحة مول - الوحدة مول - بوابة الشرق مول - كابيتال مول (المركز الصيني) - سيتي سنتر مصدر - دلما مول - ديرفيلدز مول - الفرسان سنترال مول - الخالدية مول - مركز مدينة زايد للتسوق - مارينا مول - مزيد مول - مشرف مول - نيشن تاورز مول - باراجون باي مول - ريم مول - شمس بوتيك مول - الغاليريا - المول (مركز التجارة العالمي أبو ظبي) - ياس مول |
| العين   | - العين مول - الفوعة مول - الجيمي مول - براري أوتليت مول - بوادي مول - هيلي مول - رمال مول العين |
| الرويس  | - الرويس مول |

| حالياً   | - أرابيان سنتر - برجمان - ديرة سيتي سنتر - المعيصم سيتي سنتر - سيتي سنتر مردف - سوق التنين - دبي فستيفال سيتي مول - دبي هيلز مول - دبي مول - دبي مارينا مول - دبي أوتلت مول - مول ابن بطوطة - مول العرب - مول الإمارات - مركز ميركاتو للتسوق - النخيل مول - وافي مول - سيتي ووك - مركز الغرير - مدينة مول - سيتي لاند مول - جاليريا مول (الجميرا) - جاليريا مول (البرشاء) - مركز تايمز سكوير - الواحة مول - فيرست افنيو مول - سنشري مول - البرشاء مول - سيركل مول - اتحاد مول - المزهر مول - مركز اللولو - مركز أبوهيل - ريف مول - سيليكون سنترال مول - سيتي سنتر الشندغة |
| مُخطط له | - مول العالم |